# Список авіаносців США
У список включені авіаносці США, як побудовані і введені до складу ВМС США, так і ті, будівництво яких було скасовано відразу після закладки кіля або на пізніх етапах будівництва, а також ті авіаносці, будівництво яких заплановано в найближчі роки.
У список включені всі кораблі, офіційно класифіковані як авіаносці. В даний список не ввійшли гідроавіаносці, плавбази авіації, а також великі надводні кораблі (лінкори, крейсери й деякі есмінці), що несли на борту 1-2-3 гідролітаки, пристосованих до зльоту з корабельних катапульт.
| Бортовий номер | Назва                  | Закладений        | Вступив у стрій                      | Тип                  | Статус |
| -------------- | ---------------------- | ----------------- | ------------------------------------ | -------------------- | --- |
| CV-1           | «Ленглі»               | 18 жовтня 1911    | 7 квітня 1913 (1922)                 | «Ленглі»             | Потоплений в лютому 1942 року біля острова Ява. |
| CV-2           | «Лексінгтон»           | 8 січня 1921      | грудень 1927                         | Тип «Лексінгтон»     | Потоплений в травні 1942 року в битві в Кораловому морі. |
| CV-3           | «Саратога»             | 25 вересня 1920   | листопад 1927                        | Тип «Лексінгтон»     | Потоплений 27 липня 1946 року під час випробування ядерної зброї біля атолу Бікіні. |
| CV-4           | «Рейнджер»             | 26 вересня 1931   | червень 1934                         | «Рейнджер»           | Виключений із списків 18 жовтня 1946 року, прапор спущено 29 жовтня 1946 року. |
| CV-5           | «Йорктаун»             | 21 травня 1934    | 30 вересня 1937                      | Тип «Йорктаун»       | Потоплений 7 червня 1942 року в битві при Мідвеї. |
| CV-6           | «Ентерпрайз»           | 16 липня 1934     | травень 1938                         | Тип «Йорктаун»       | Виключений із списків 17 лютого 1947, відправлений на злам до травня 1960 року. |
| CV-7           | «Восп»                 | 1 квітня 1936     | 25 квітня 1940                       | Тип «Восп»           | Потоплений в вересні 1942 року в битві за Гуадалканал. |
| CV-8           | «Хорнет»               | 25 вересня 1939   | 20 жовтня 1941                       | Тип «Йорктаун»       | Потоплений 24 жовтня 1942 року в битві біля островів Санта-Крус. |
| CV-9           | «Ессекс»               | 28 квітня 1941    | 31 грудня 1942                       | Тип «Ессекс»         | Виключений із списків 30 червня 1969 року, прапор спущено 1 червня 1973 року. Відправлений на злам. |
| CV-10          | «Йорктаун»             | 1 грудня 1941     | 15 квітня 1943                       | Тип «Ессекс»         | Виключений 27 червня 1970 року, прапор спущено 1 січня 1973 року. Корабель-музей з 13 жовтня 1975 року.                                                                                                   |
| CV-11          | «Інтрепід»             | 1 грудня 1941     | 16 серпня 1943                       | Тип «Ессекс»         | Виключений зі списків 15 березня 1974 року, прапор спущено 23 лютого 1982 року. Корабель-музей з серпня 1982 року.                                                                                        |
| CV-12          | «Хорнет»               | 3 серпня 1942     | 29 листопада 1943                    | Тип «Ессекс»         | Виключений зі списків 26 червня 1970 року, прапор спущено 25 липня 1989 року. Корабель-музей з 17 жовтня 1998 року.                                                                                       |
| CV-13          | «Франклін»             | 7 грудня 1942     | 31 січня 1944                        | Тип «Ессекс»         | Виключений зі списків 1 жовтня 1964 року |
| CV-14          | «Тікондерога»          | 1 лютого 1943     | 8 травня 1944                        | Тип «Ессекс»         | Виключений зі списків 16 листопада 1973 року. |
| CV-15          | «Рендолф»              | 10 травня 1943    | 9 жовтня 1944                        | Тип «Ессекс»         | Виключений зі списків 1 червня 1973 року, відправлений на злам в 1975 році. |
| CV-16          | «Лексінгтон»           | 15 липня 1941     | 17 лютого 1943                       | Тип «Ессекс»         | Виключений зі списків 8 листопада 1991 року. Корабель-музей з 15 листопада 1992 року. |
| CV-17          | «Банкер Гілл»          | 15 вересня 1941   | 24 травня 1943                       | Тип «Ессекс»         | Виключений зі списків 1 листопада 1966 року. Відправлений на злам. |
| CV-18          | «Восп»                 | 8 березня 1942    | 24 листопада 1943                    | Тип «Ессекс»         | Виключений зі списків 1 липня 1972 року. Відправлений на злам в 1973 році. |
| CV-19          | «Хенкок»               | 26 січня 1943     | 15 квітня 1944                       | Тип «Ессекс»         | Виключений зі списків 30 січня 1976 року. Проданий на злам 1 вересня 1976 року. |
| CV-20          | «Беннінгтон»           | 15 грудня 1942    | 6 серпня 1944                        | Тип «Ессекс»         | Виключений зі списків 15 січня 1970 року. Прапор спущено 20 вересня 1989 року. Відправлений на злам в 1994 році.                                                                                          |
| CV-21          | «Боксер»               | 13 вересня 1943   | квітень 1945                         | Тип «Ессекс»         | Виключений зі списків 1 грудня 1969 року, в цей же день на кораблі було спущено прапор. Проданий на злам в 1971 році.                                                                                     |
| CVL-22         | «Індепенденс»          | 1 травня 1941     | 14 січня 1943                        | Тип «Індепенденс»    | 25 липня 1946 року сильно пошкоджено під час випробування ядерної зброї біля атолу Бікіні. Виключений зі списків 28 серпня 1946 року, затоплений при випробуванні нових зразків зброї 29 січня 1951 року. |
| CVL-23         | «Прінстон»             | 2 червня 1943     | лютий 1943                           | Тип «Індепенденс»    | Потоплений в жовтні 1944 року в Битві в затоці Лейте |
| CVL-24         | «Белло Вуд»            | 11 серпня 1941    | березень 1943                        | Тип «Індепенденс»    | 13 січня 1947 виключений зі списків. В 1953 році переданий Франції. Розібраний 1 жовтня 1960 року. |
| CVL-25         | «Коупенс»              | 17 грудня 1941    | травень 1943                         | Тип «Індепенденс»    | Виключений зі списків 1 листопада 1959 року. Проданий на злам в 1960 році. |
| CVL-26         | «Монтерей»             | 29 грудня 1941    | червень 1943                         | Тип «Індепенденс»    | Виключений зі списків 15 січня 1956 року. Проданий на злам в травні 1971 року |
| CVL-27         | «Ленглі»               | 11 квітня 1942    | серпень 1943                         | Тип «Індепенденс»    | Виключений зі списків 11 лютого 1947 року. Переданий Франції в 1951 році. Проданий на злам в 1964 році.                                                                                                   |
| CVL-28         | «Кабот»                | 13 березня 1942   | липень 1943                          | Тип «Індепенденс»    | Виключений зі списків 12 лютого 1947 року. Перекласифікований в 1948 році в навчальний авіаносець. Переданий Іспанії в 1967 році. Прапор спущено в 1989 році. Розібраний в 2002 році.                     |
| CVL-29         | «Батаан»               | 31 серпня 1942    | листопад 1943                        | Тип «Індепенденс»    | Виключений зі списків 9 квітня 1954 року. Прапор спущено в 1959 році. Проданий на злам в 1961 році. |
| CVL-30         | «Сан Джасінто»         | 26 жовтня 1942    | грудень 1943                         | Тип «Індепенденс»    | Виключений зі списків 1 червня 1970 року. Проданий на злам 15 грудня 1971 року. |
| CV-31          | «Бон Омм Річард»       | лютий 1943        | листопад 1944                        | Тип «Ессекс»         | Виключений зі списків 2 липня 1971 з переведенням в резерв. Відправлений на злам в 1992 році. |
| CV-32          | «Лейте»                | 21 лютого 1944    | 11 квітня 1946                       | Тип «Ессекс»         | Виключений зі списків 15 травня 1959 року. Відправлений на злам в 1970 році. |
| CV-33          | «Кірсарж»              | 1 березня 1944    | 2 березня 1946                       | Тип «Ессекс»         | Виключений зі списків 13 лютого 1970 року. Відправлений на злам в 1974 році. |
| CV-34          | «Оріскані»             | 1 травня 1944     | 25 вересня 1950                      | Тип «Ессекс»         | Виключений зі списків 30 вересня 1975. Затоплений для створення штучного рифу 17 травня 2006 року. |
| CV-35          | «Ріпрайзл»             | 1 липня 1944      |                                      | Тип «Ессекс»         | Будівництво припинено 11 серпня 1945 року . Проданий на злам 2 серпня 1949 року. |
| CV-36          | «Антітем»              | 15 березня 1943   | 28 січня 1945                        | Тип «Ессекс»         | Виключений зі списків 8 травня 1963. Відправлений на злам 28 лютого 1974 року. |
| CV-37          | «Прінстон»             | 14 вересня 1943   | 18 листопада 1945                    | Тип «Ессекс»         | Виключений зі списків 30 січня 1970 року. Проданий на злам в 1971 році. |
| CV-38          | «Шангрі-Ла»            | 15 січня 1943     | 15 вересня 1944                      | Тип «Ессекс»         | Виключений зі списків 30 липня 1971 року. Проданий на злам в серпні 1988 року. |
| CV-39          | «Лейк-Шемплейн»        | 15 березня 1943   | 3 червня 1945                        | Тип «Ессекс»         | Виключений зі списків 2 травня 1966 року. Проданий на злам в 1972 році. |
| CV-40          | «Тарава»               | 1 березня 1944    | 8 грудня 1945                        | Тип «Ессекс»         | Виключений зі списків 13 березня 1960 року. 1 червня 1967 року спущено прапор. Проданий на злам в 1967 році.                                                                                              |
| CVB-41         | «Мідвей»               | 27 жовтня 1943    | 10 вересня 1945                      | Тип «Мідвей»         | Виключений зі списків 11 квітня 1992 року. Корабель-музей з 17 березня 1997 року. |
| CVB-42         | «Франклін Д. Рузвельт» | 1 грудня 1943     | 27 жовтня 1945                       | Тип «Мідвей»         | Виключений зі списків 30 вересня 1977 року. Наступного дня на кораблі спущено прапор. Відправлений на злам в 1980 році.                                                                                   |
| CVB-43         | «Корал Сі»             | 10 липня 1944     | 1 жовтня 1947                        | Тип «Мідвей»         | Виключений зі списків 26 квітня 1990 року. Проданий на злам в 1993 році. |
| CVB-44         | не названий            |                   |                                      | Тип «Мідвей»         | Будівництво припинено |
| CV-45          | «Веллі-Фордж»          | 7 вересня 1944    | 3 листопада 1946                     | Тип «Ессекс»         | Виключений зі списків 16 січня 1970 року. Проданий на злам в 1971 році. |
| CV-46          | «Іводжима»             |                   |                                      | Тип «Ессекс»         | Будівництво припинено 12 серпня 1945 року. |
| CV-47          | «Філіппін Сі»          | 19 серпня 1944    | 11 травня 1946                       | Тип «Ессекс»         | Виключений зі списків 28 грудня 1958 року. Проданий на злам в березні 1971 року. |
| CVL-48         | «Сайпан»               | 10 липня 1944     | 14 липня 1946                        | Тип «Сайпан»         | Виключений зі списків 14 січня 1970 року. Проданий на злам в 1976 році. |
| CVL-49         | «Райт»                 | 21 серпня 1944    | 9 лютого 1947                        | Тип «Сайпан»         | Виключений зі списків 27 травня 1970 року. Проданий на злам в 1980 році. |
| CV-50          | не названий            |                   |                                      | Тип «Ессекс»         | Будівництво припинено |
| CV-51          | не названий            |                   |                                      | Тип «Ессекс»         | Будівництво припинено |
| CV-52          | не названий            |                   |                                      | Тип «Ессекс»         | Будівництво припинено |
| CV-53          | не названий            |                   |                                      | Тип «Ессекс»         | Будівництво припинено |
| CV-54          | не названий            |                   |                                      | Тип «Ессекс»         | Будівництво припинено |
| CV-55          | не названий            |                   |                                      | Тип «Ессекс»         | Будівництво припинено |
| CVB-56         | не названий            |                   |                                      | Тип «Мідвей»         | Будівництво припинено |
| CVB-57         | не названий            |                   |                                      | Тип «Мідвей»         | Будівництво припинено |
| CVA-58         | «Юнайтед Стейтс»       | 18 квітня 1949    | Будівництво відмінено 22 квітня 1949 | Тип «Юнайтед Стейтс» | Будівництво припинено |
| CV-59          | «Форрестол»            | 14 липня 1952     | 1 жовтня 1955                        | Тип «Форрестол»      | Виключений зі списків 11 вересня 1993 року. На 2007 готувався до затоплення для утворення штучного рифу.                                                                                                  |
| CV-60          | «Саратога»             | 16 грудня 1952    | 14 квітня 1956                       | Тип «Форрестол»      | Виключений зі списків 20 серпня 1994 року. Готується для переобладнання в корабель-музей. |
| CV-61          | «Рейнджер»             | 2 серпня 1954     | 10 серпня 1957                       | Тип «Форрестол»      | Виключений зі списків 10 липня 1993 року. 8 березня 2004 року на кораблі було спущено прапор. Готується для переобладнання в корабель-музей.                                                              |
| CV-62          | «Індепенденс»          | 1 липня 1955      | 10 січня 1959                        | Тип «Форрестол»      | Виключений зі списків 30 вересня 1998 року. Очікується злам корабля. |
| CV-63          | «Кітті-Хок»            | 27 грудня 1956    | 29 квітня 1961                       | Тип «Кітті-Хок».     | Виключений зі списків 31 січня 2009 року. |
| CV-64          | «Констелейшн»          | 14 вересня 1957   | 27 жовтня 1961                       | Тип «Кітті-Хок»      | Виключений зі списків 7 серпня 2003 року. Планується злам корабля. |
| CVN-65         | «Ентерпрайз»           | 4 лютого 1958     | 25 листопада 1961                    | Тип «Ентерпрайз»     | Виведений зі складу флоту 1 грудня 2012. |
| CV-66          | «Америка»              | 9 січня 1961      | 23 січня 1965                        | Тип «Кітті-Хок»      | Виключений зі списків 9 серпня 1996. Потоплений як ціль 14 травня 2005 року. |
| CV-67          | «Джон Ф. Кеннеді»      | 22 жовтня 1964    | 7 вересня 1968                       | Тип «Кітті-Хок»      | Виключений зі списків 1 серпня 2007 року. |
| CVN-68         | «Німіц»                | 22 червня 1968    | 3 травня 1975                        | Тип «Німіц»          | У складі флоту |
| CVN-69         | «Дуайт Ейзенхауер»     | 15 серпня 1970    | 18 жовтня 1977                       | Тип «Німіц»          | У складі флоту |
| CVN-70         | «Карл Вінсон»          | 11 жовтня 1975    | 13 березня 1982                      | Тип «Німіц»          | У складі флоту |
| CVN-71         | «Теодор Рузвельт»      | 31 жовтня 1981    | 25 жовтня 1986                       | Тип «Німіц»          | У складі флоту |
| CVN-72         | «Авраам Лінкольн»      | 3 листопада 1984  | 11 листопада 1989                    | Тип «Німіц»          | У складі флоту |
| CVN-73         | «Джордж Вашингтон»     | 25 серпня 1986    | 4 липня 1992                         | Тип «Німіц»          | У складі флоту |
| CVN-74         | «Джон К. Стенніс»      | 13 березня 1991   | 9 грудня 1995                        | Тип «Німіц»          | У складі флоту |
| CVN-75         | «Гаррі Трумен»         | 29 листопада 1993 | 25 липня 1998                        | Тип «Німіц»          | У складі флоту |
| CVN-76         | «Рональд Рейган»       | 12 лютого 1998    | 12 липня 2003                        | Тип «Німіц»          | У складі флоту |
| CVN-77         | «Джордж Буш»           | 6 вересня 2003    | 10 січня 2009                        | Тип «Німіц»          | У складі флоту |
| CVN-78         | «Джеральд Р. Форд»     |                   | 2016                                 | Тип «Форд»           | У складі флоту |
| CVN-79         | «Джон Ф. Кеннеді»      |                   | 2020                                 | Тип «Форд»           | Спущений на воду |
| CVN-80         | «Ентерпрайз»           |                   | 2025                                 | Тип «Форд»           | Будівництво триває |
| CVN-81         | «Доріс Міллер»         |                   | ~ 2030                               | Тип «Форд»           | планується |